# Оріхове (Обухівський район)
Орі́хове — село в Україні, у Обухівському районі Київської області. Населення становить 49 осіб.

## Населення

### Мова
Розподіл населення за рідною мовою за даними перепису 2001 року:
| Мова       | Кількість | Відсоток |
| ---------- | --------- | -------- |
| українська | 47        | 95.92%   |
| російська  | 2         | 4.08%    |
| Усього     | 49        | 100%     |